# Ljubinje
Ljubinje (cyr. Љубиње) – miasto w Bośni i Hercegowinie, w Republice Serbskiej, siedziba gminy Ljubinje. W 2013 roku liczyło 2467 mieszkańców.